# Financier (bolo)

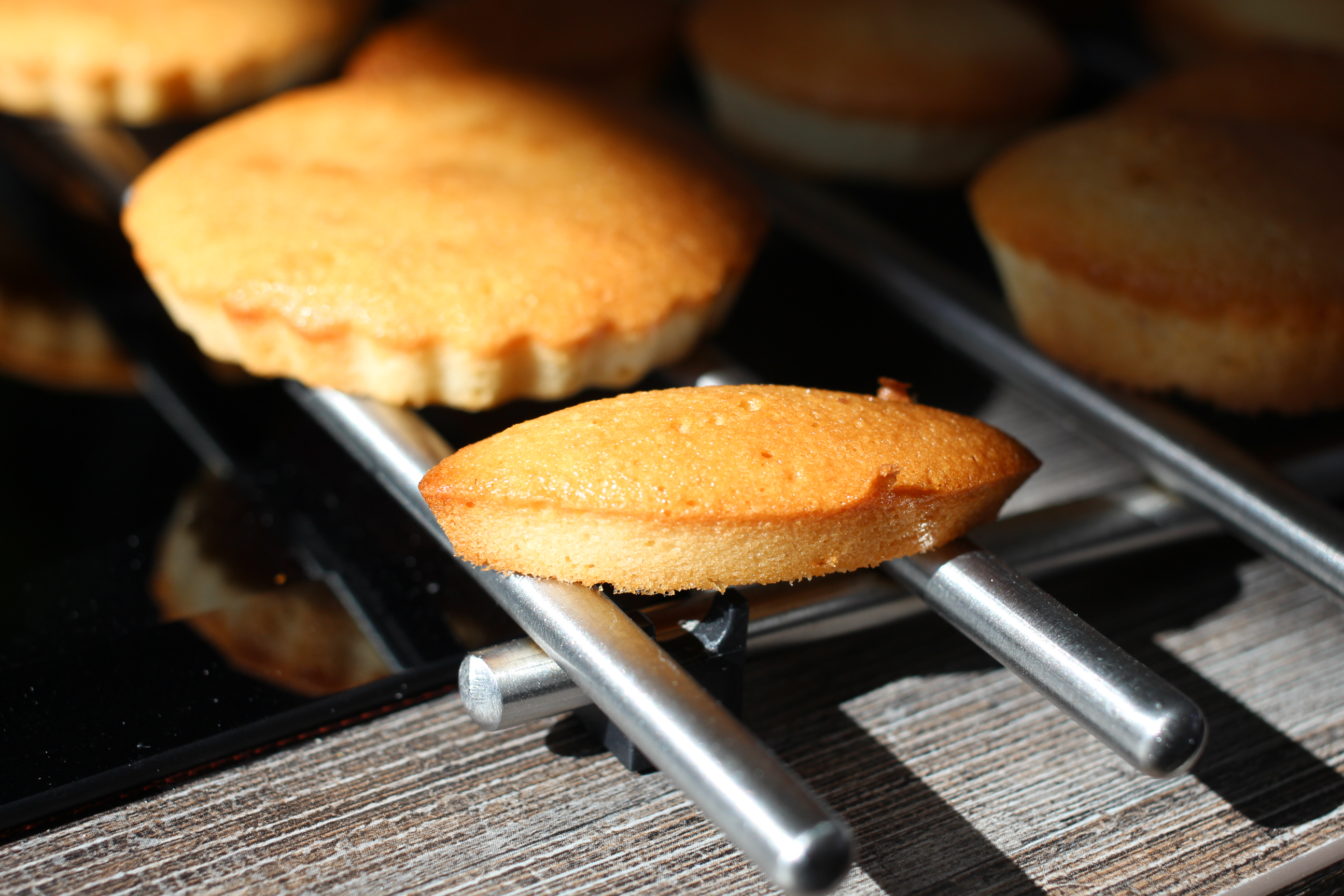
Financiers de amêndoas.

Um financier (pronúncia em francês: [fi.nɑ̃.sje]) é um pequeno bolo francês de amêndoa, aromatizado com beurre noisette, geralmente assado em uma forma pequena.   Leve e úmido com um exterior crocante semelhante a uma casca de ovo,   o financier tradicional também contém clara de ovo, farinha e açúcar de confeiteiro. Os moldes são geralmente pequenos formatos retangulares semelhantes em tamanho aos petits fours.   

## História
O financier é natural da região de Lorraine. Originalmente feito pela ordem de freiras visitandinas no século XVII, o financier foi popularizado no século XIX. 
Diz-se que o nome financier deriva do tradicional molde retangular, que se assemelha a uma barra de ouro quando os suíços reinterpretaram o financier e o assaram dessa forma.  